# Nazem Kadri
Nazem Kadri (* 6. října 1990) je profesionální kanadský hokejový útočník s libanonskými kořeny, který momentálně hraje v týmu Calgary Flames v severoamerické lize NHL. V sezoně 2021/2022 získal s Colorado Avalanche Stanley Cup. Stal se prvním muslimským hokejistou v historii, který pozvedl nad hlavu Stanley Cup. Po zisku trofeje se před sezonou 2022/2023 s Calgary domluvil na sedmileté smlouvě v hodnotě 49 milionů dolarů.

## Klubové statistiky
| Sezona      | Klub                | Soutěž      | Základní část | Základní část | Základní část | Základní část | Základní část | Play off | Play off | Play off | Play off | Play off |
| Sezona      | Klub                | Soutěž      | Z             | G             | A             | B             | TM            | Z        | G        | A        | B        | TM       |
| ----------- | ------------------- | ----------- | ------------- | ------------- | ------------- | ------------- | ------------- | -------- | -------- | -------- | -------- | -------- |
| 2006–07     | Kitchener Rangers   | OHL         | 62            | 7             | 15            | 22            | 30            | 9        | 0        | 2        | 2        | 4        |
| 2007–08     | Kitchener Rangers   | OHL         | 68            | 25            | 40            | 65            | 57            | 20       | 9        | 17       | 26       | 26       |
| 2008–09     | London Knights      | OHL         | 56            | 25            | 53            | 78            | 31            | 14       | 9        | 12       | 21       | 22       |
| 2009–10     | London Knights      | OHL         | 56            | 35            | 58            | 93            | 105           | 12       | 9        | 18       | 27       | 26       |
| 2009–10     | Toronto Maple Leafs | NHL         | 1             | 0             | 0             | 0             | 0             | —        | —        | —        | —        | —        |
| 2010–11     | Toronto Marlies     | AHL         | 44            | 17            | 24            | 41            | 62            | —        | —        | —        | —        | —        |
| 2010–11     | Toronto Maple Leafs | NHL         | 29            | 3             | 9             | 12            | 8             | —        | —        | —        | —        | —        |
| 2011–12     | Toronto Maple Leafs | NHL         | 21            | 5             | 2             | 7             | 8             | —        | —        | —        | —        | —        |
| 2011–12     | Toronto Marlies     | AHL         | 48            | 18            | 22            | 40            | 39            | 11       | 3        | 7        | 10       | 6        |
| 2012–13     | Toronto Marlies     | AHL         | 27            | 8             | 18            | 26            | 26            | —        | —        | —        | —        | —        |
| 2012–13     | Toronto Maple Leafs | NHL         | 48            | 18            | 26            | 44            | 23            | 7        | 1        | 3        | 4        | 10       |
| 2013–14     | Toronto Maple Leafs | NHL         | 78            | 20            | 30            | 50            | 67            | —        | —        | —        | —        | —        |
| 2014–15     | Toronto Maple Leafs | NHL         | 73            | 18            | 21            | 39            | 28            | —        | —        | —        | —        | —        |
| 2015–16     | Toronto Maple Leafs | NHL         | 76            | 17            | 28            | 45            | 73            | —        | —        | —        | —        | —        |
| 2016–17     | Toronto Maple Leafs | NHL         | 82            | 32            | 29            | 61            | 95            | 6        | 1        | 1        | 2        | 8        |
| 2017–18     | Toronto Maple Leafs | NHL         | 80            | 32            | 23            | 55            | 42            | 4        | 0        | 2        | 2        | 19       |
| 2018–19     | Toronto Maple Leafs | NHL         | 73            | 16            | 28            | 44            | 43            | 2        | 1        | 1        | 2        | 19       |
| 2019–20     | Colorado Avalanche  | NHL         | 51            | 19            | 17            | 36            | 97            | 15       | 9        | 9        | 18       | 10       |
| 2020–21     | Colorado Avalanche  | NHL         | 56            | 11            | 21            | 32            | 34            | 2        | 0        | 1        | 1        | 10       |
| 2021–22     | Colorado Avalanche  | NHL         | 71            | 28            | 59            | 87            | 71            | 16       | 7        | 8        | 15       | 8        |
| 2022–23     | Calgary Flames      | NHL         | 82            | 24            | 32            | 56            | 56            | —        | —        | —        | —        | —        |
| 2023–24     | Calgary Flames      | NHL         | 82            | 29            | 46            | 75            | 43            | —        | —        | —        | —        | —        |
| NHL celkově | NHL celkově         | NHL celkově | 903           | 272           | 371           | 643           | 688           | 52       | 19       | 25       | 44       | 84       |

### Reprezentační statistiky
| 2008            | Kanada 18       | Hlinka Gretzky Cup | 4  | 0 | 4 | 4  | 6  | Zlatá medaile    |
| 2010            | Kanada 20       | MSJ                | 6  | 3 | 5 | 8  | 14 | Stříbrná medaile |
| 2014            | Kanada          | MS                 | 8  | 0 | 3 | 3  | 4  | 5. místo         |
| Junioři celkově | Junioři celkově | Junioři celkově    | 10 | 3 | 9 | 12 | 20 |                  |
| Senioři celkově | Senioři celkově | Senioři celkově    | 8  | 0 | 3 | 3  | 4  |                  |